# Нашивка снайпера
Нашивка снайпера (нем. Scharfschützenabzeichen) — нарукавный знак отличия, награда, снайперов вермахта и СС (позднее также стало возможным награждение военнослужащих сухопутных частей Люфтваффе и Кригсмарине).

## Учреждение
Нашивка снайпера была введена согласно инициативе Гитлера 20 августа 1944 года, чтобы отметить самых успешных стрелков армии и войск СС. По дополнительному указу Верховного командования германских Вооружённых сил от 14 декабря 1944 года, стало возможным награждение солдат других родов войск.

## Описание знака. Критерии награждения
Нарукавная нашивка немецкого снайпера изготавливалась из стандартного армейского сукна цвета фельдграу (серый). Имела овальную форму размером 70 мм по высоте и 55 мм по ширине. На ней машинным или ручным способом вышивалась чёрная голова орла с жёлтым клювом, с тремя зелеными дубовыми листьями и желудем.
Согласно европейским геральдическим традициям орёл символизирует силу, зоркость, агрессивность. Дубовые листья в геральдике и в наградной военной атрибутике несли значение силы, мощи, мужества и воинской доблести. Если дубовые листья изображались вместе с желудями, это служило эмблемой зрелой, полной силы.
Критерии награждения были следующие:
- Третья степень (без окантовки) — 20 подтверждённых уничтожений противника;
- Вторая степень (с окантовкой серебристой нитью) — 40;
- Первая степень (с золотистым кантом) — 60 и более.[1][2]

Отсчёт начался вестись с 1 сентября 1944 года. Подтверждение поражения цели свидетельствовалось офицером или двумя солдатами/унтер-офицерами, зафиксировавшими факт уничтожения. Общим местом стало то, что в условиях войны реальное количество побед снайпера превышало задокументированные поражения, кроме того, как правило, снайперам не засчитывались цели, ликвидированные вне «охоты», скажем, при отражении атак в составе своих подразделений.
Снайперы имевшие, порой немалый, счёт до указанной даты, как бы обнулили свои данные, и в зависимости от количества убитых солдат противника они награждались Железным крестом I-го или II-го класса.
Знак носился на правом рукаве. В 1945 году, после участившихся случаев немедленной расправы над захваченными снайперами, опознанными по нашивке, многие снайперы предпочитали не носить снайперский знак на форме.

## Награждённые снайперской нашивкой первого класса (с золотистым кантом)
- Маттеус Хетценауэр
- Йозеф Аллербергер
- Бруно Суткус